# Săpânța
Săpânța é uma comuna romena localizada no distrito de Maramureș, na região histórica da Transilvânia. A comuna possui uma área de 139.17 km² e sua população era de 3336 habitantes segundo o censo de 2007.

## Património
- Cemitério Alegre.